# Şaban
Şaban ist ein türkischer männlicher Vorname arabischer Herkunft. Der Name bezieht sich auf den Schaʿbān, den achten Monat des islamischen Mondkalenders.

## Verbreitung
In Deutschland gilt Saban als mäßig beliebt, er wurde in den letzten 10 Jahren etwa 70 Mal bei der Namenswahl berücksichtigt. In der Schweiz tragen 224 Jungen diesen Namen (Stand 2023). Saban wird mindestens seit 1993 in Österreich vergeben, das letzte Mal im Jahr 2023. Von 1984 bis 2023 wurden 25 Kinder so genannt. Der Name ist in Frankreich seit Mitte der 1970er Jahre in der Namensgebung anzutreffen, bis in zum Ende der 1980er Jahre wurde er regelmäßig vergeben, danach ließ seine Beliebtheit nach. In den Niederlanden kommt der Name seit Anfang der 1970er Jahre regelmäßig vor, aber in einem eher geringen Volumen. Seine Vergabe ist auch in Dänemark, Kanada und den USA nachgewiesen.

## Namensträger

### Vorname
- Şaban Genişyürek (* 1986), deutsch-türkischer Fußballspieler
- Şaban Özdoğan (* 1990), dänischer Fußballspieler
- Şaban Özel (* 1988), türkischer Fußballspieler
- Şaban Tükenmez (* 1997), türkischer Fußballspieler

### Kunstfigur
- İnek Şaban, bekannteste Rolle des türkischen Schauspielers Kemal Sunal